# Anellozetes longicaulis
Anellozetes longicaulis är en kvalsterart som beskrevs av Hammer 1967. Anellozetes longicaulis ingår i släktet Anellozetes och familjen Humerobatidae. Inga underarter finns listade i Catalogue of Life.